# Н’Готти, Брюно
Брюно Н’Готти (фр. Bruno N'Gotty; 10 июня 1971, Лион), в русскоязычной прессе распространено имя Бруно Н’Готти или Нготти — французский футболист, правый и центральный защитник.

## Карьера

### Лион
Брюно Н’Готти — потомок выходцев из Камеруна. Он — воспитанник клуба «Олимпик Лион». Брюно дебютировал в составе команды в январе 1988 года в матче Кубка Франции. В первом сезоне он сыграл ещё один матч в Дивизионе 2. Уже в следующем сезоне игрок провёл 35 встреч и помог клубу выйти в Дивизион 1. Защитник стабильно выступал в основе клуба на протяжении 8 сезонов. 17 августа 1994 года он дебютировал в основном составе сборной Франции во встрече с Чехией; любопытно, что в тот же день впервые надели форму национальной команды Зинедин Зидан и Лилиан Тюрам.

### ПСЖ
Летом 1995 года Н’Готти перешёл в клуб «Пари Сен-Жермен». 18 июля Н’Готти дебютировал за ПСЖ в матче с «Бастией» (2:2). 17 сентября он забил мяч в свои ворота, принеся победу «Монпелье» (1:0), а 10 марта 1996 года забил первый мяч за клуб, поразив ворота своей бывшей команды, «Лиона». В первом же сезоне игрок выиграл с командой Кубок кубков УЕФА. При этом в финальной игре футболист забил единственный мяч, поразив на 28 минуте встречи ворота «Рапида». Годом позже клуб вновь дошёл до финала Кубка кубков, но в этой игре Брюно уже стал антигероем: именно он сфолил в штрафной площади на Роналдо, который и реализовал пенальти, забив первый и единственный гол в игре. В том же сезоне игрок возвратился в состав сборной, за которую в общей сложности провёл 6 встреч. В следующем сезоне Н’Готти помог команде выиграть Кубок и Кубок лиги Франции. При этом в финальных играх обоих кубков защитник на поле не вышел. Всего за клуб футболист провёл 120 игр и забил 10 голов, часть из которых прямыми ударами со штрафных.

### Карьера в Италии
В 1998 году Н’Готти перешёл в итальянский клуб «Милан». 24 июля он дебютировал в составе клуба в товарищеской игре с «Беллинцоной» (2:1). 8 сентября впервые провёл официальную игру за клуб: в рамках Кубка Италии «россонери» проиграли «Торино» со счётом 0:2. А 12 сентября Н’Готти дебютировал в Серии А во встрече с «Болоньей» (3:0). В клубе сложилась очень серьёзная конкуренция в обороне, где помимо француза играл Алессандро Костакурта, Роберто Айяла, Паоло Мальдини, Андре Крус и Луиджи Сала. Несмотря на борьбу за место в основе, Брюно провёл в первом сезоне 29 матчей и забил 1 гол, а также 15 марта 1999 года забил мяч в свои ворота в дерби с «Интером». При этом, «россонери» отказались продавать защитника в «Ньюкасл», предлагавшего за него 5 млн фунтов стерлингов. По итогам сезона «Милан» стал чемпионом страны. Тогда же он в последний раз был вызван в стан национальной команды: 12 февраля игрок провёл матч за вторую сборную против второй сборной Бельгии (2:1). В следующем сезоне игрок потерял место в стартовом составе команды. 23 января он провёл последний матч за «Милан» во встрече с «Лечче» (2:2). После этого Брюно был арендован клубом «Венеция», за который он дебютировал 30 января в матче с «Торино» (2:2), а в следующей игре, 2 февраля с «Ромой», француз забил мяч в свои ворота. Всего за «Венецию» Н’Готти сыграл 16 матчей; последний — 14 мая против «Фиорентины» (0:3).
Когда у меня была возможность поехать в «Милан», там был Капелло, который хотел меня. Он думал играть в четыре защитника. Но когда я пришёл в «Милан», Капелло уже был уволен, и многое изменилось. Например, команда перешла в схему игры с тремя защитниками. Там были Костакурта и Мальдини, которые обязательно играли. И даже тут у меня был хороший первый сезон, я выходил на поле почти в каждой игре. Но «Милан» — это «Милан». Это такой клуб, что когда он играет с четырьмя защитниками, то ему нужно восемь игроков одного уровня. И я был одним из тех восьми. Это не значит, что если я в большом клубе или зарабатываю много денег, то я счастлив. Я хотел играть. Быть запасным меня не интересовало. Я ушёл в аренду потому, что не хотел оставаться на скамье запасных. Я мог остаться в «Милане», но меня интересует не название клуба, а возможность играть в футбол.

### Марсель
Летом 2000 года Брюно был куплен клубом «Олимпик» из Марселя за 3,8 млн долларов. 28 июля он дебютировал в составе команды в матче с «Труа». Сезон выдался для «Олимпика», который находился в глубоком кризисе, очень неудачным: клуб занял 15 место из 18 участников. Следующий сезон Н’Готти вновь начал в «Олимпике»: он сыграл два матча в чемпионате, последний 25 августа с «Бастией».

### Карьера в Англии
После чего он перешёл в английский клуб «Болтон Уондерерс» на правах аренды. По словам Н’Готти, он хотел покинуть Марсель «не смотря ни на что». 19 сентября он дебютировал в составе команды в матче с «Блэкберн Роверс» (1:1). 1 апреля 2002 года игрок забил первый гол за клуб, поразив ворота «Эвертона». В середине сезона «Болтон» выкупил трансфер француза, который начал как правый защитник, а потом был переведён в центр обороны команды. Защитник оставался в «Болтоне» на протяжении 5 сезонов, проведя 172 матча и забив 6 голов. В мае 2006 года главный тренер «Болтона», Сэм Эллардайс, принял решение о омоложении команды, и с футболистом не продлили контракт. Последний матч за клуб Н’Готти провёл 16 апреля 2006 года против «Вест Бромвич Альбион» (0:0).
6 июля Брюно подписал годичный контракт с клубом «Бирмингем Сити». Он провёл в составе команды 27 матчей и забил 2 гола. В мае 2007 года клуб предложил Н’Готти продлить контракт ещё на год, но французский футболист предпочёл подписать контракт с «Лестер Сити» сроком на 2 года. Он сыграл за клуб 43 матча. 25 сентября 2008 года защитник был арендован клубом «Херефорд Юнайтед» сроком на месяц. 27 сентября он дебютировал в составе команды в матче с «Лидсом» (0:1). 25 октября арендное соглащение было продлено ещё на один месяц. 1 ноября 2008 года Н’Готти на 9 минуте встречи с «Питерборо Юнайтед» получил тяжёлую травму — разрыв ахиллова сухожилия. 29 мая 2009 года контракт Брюно и «Лестера» закончился, и игрок завершил профессиональную карьеру.

### Возобновление карьеры и уход
В 2011 году Н’Готти вернулся в футбол, чтобы играть за любительский клуб «Латт». В 2013 году он начал играть за другую любительскую команду — «Бельвиль». В 2015 году Н’Готти перестал играть, став в «Божоле» работать тренером.
В июле 2017 года Брюно стал спортивным директором клуба «Крюсей».

## Статистика

### Клубная
| Сезон     | Команда           | Чемпионат    | Чемпионат | Чемпионат | Кубок | Кубок | Междун. | Междун. | Прочие     | Прочие | Прочие |
| Сезон     | Команда           | Лига         | Игры      | Голы      | Игры  | Голы  | Игры    | Голы    | Турнир     | Игры   | Голы   |
| --------- | ----------------- | ------------ | --------- | --------- | ----- | ----- | ------- | ------- | ---------- | ------ | ------ |
| 1987/1988 | Олимпик Лион      | Дивизион 2   | 1         | 0         | 1     | 0     | —       | —       | —          | —      | —      |
| 1988/1989 | Олимпик Лион      | Дивизион 2   | 30        | 1         | 5     | 0     | —       | —       | —          | —      | —      |
| 1989/1990 | Олимпик Лион      | Дивизион 1   | 28        | 0         | 1     | 0     | —       | —       | —          | —      | —      |
| 1990/1991 | Олимпик Лион      | Дивизион 1   | 37        | 2         | 1     | 0     | —       | —       | —          | —      | —      |
| 1991/1992 | Олимпик Лион      | Дивизион 1   | 36        | 1         | 1     | 0     | 4       | 0       | Кубок Лиги | ?      | ?      |
| 1992/1993 | Олимпик Лион      | Дивизион 1   | 36        | 3         | 1     | 0     | —       | —       | —          | —      | —      |
| 1993/1994 | Олимпик Лион      | Дивизион 1   | 36        | 3         | 1     | 0     | —       | —       | Кубок Лиги | ?      | ?      |
| 1994/1995 | Олимпик Лион      | Дивизион 1   | 35        | 3         | 1     | 0     | —       | —       | Кубок Лиги | 1      | 0      |
| 1995/1996 | Пари Сен-Жермен   | Дивизион 1   | 24        | 1         | 2     | 1     | 7       | 1       | Кубок Лиги | 0      | 0      |
| 1996/1997 | Пари Сен-Жермен   | Дивизион 1   | 30        | 4         | 3     | 0     | 9       | 0       | Кубок Лиги | 1      | 0      |
| 1997/1998 | Пари Сен-Жермен   | Дивизион 1   | 26        | 2         | 3     | 0     | 6       | 1       | Кубок Лиги | 2      | 0      |
| 1998/1999 | Милан             | Серия А      | 25        | 1         | 4     | 0     | 0       | 0       | —          | —      | —      |
| 1999/2000 | Милан             | Серия А      | 9         | 0         | 1     | 0     | 2       | 0       | Суперкубок | 1      | 0      |
| 1999/2000 | Венеция           | Серия А      | 16        | 0         | 2     | 0     | —       | —       | —          | —      | —      |
| 2000/2001 | Олимпик (Марсель) | Дивизион 1   | 30        | 0         | 2     | 0     | —       | —       | Кубок Лиги | 1      | 0      |
| 2001/2002 | Олимпик (Марсель) | Дивизион 1   | 2         | 0         | 0     | 0     | —       | —       | Кубок Лиги | 0      | 0      |
| 2001/2002 | Болтон Уондерерс  | Премьер-лига | 26        | 1         | 0     | 0     | —       | —       | Кубок Лиги | 3      | 0      |
| 2002/2003 | Болтон Уондерерс  | Премьер-лига | 23        | 1         | 1     | 0     | —       | —       | Кубок Лиги | 0      | 0      |
| 2003/2004 | Болтон Уондерерс  | Премьер-лига | 33        | 3         | 0     | 0     | —       | —       | Кубок Лиги | 6      | 1      |
| 2004/2005 | Болтон Уондерерс  | Премьер-лига | 37        | 0         | 4     | 0     | —       | —       | Кубок Лиги | 0      | 0      |
| 2005/2006 | Болтон Уондерерс  | Премьер-лига | 29        | 0         | 2     | 0     | —       | —       | Кубок Лиги | 1      | 0      |
| 2006/2007 | Бирмингем Сити    | Чемпионшип   | 25        | 1         | 2     | 1     | —       | —       | Кубок Лиги | 0      | 0      |
| 2007/2008 | Лестер Сити       | Чемпионшип   | 38        | 0         | 1     | 0     | —       | —       | Кубок Лиги | 4      | 0      |
| 2008/2009 | Лестер Сити       | Чемпионшип   | 0         | 0         | 0     | 0     | —       | —       | Кубок Лиги | 0      | 0      |
| 2008/2009 | Херефорд Юнайтед  | Лига один    | 8         | 0         | 0     | 0     | —       | —       | Кубок Лиги | 0      | 0      |

### Международная
| Матчи Брюно Н’Готти за сборную Франции | Матчи Брюно Н’Готти за сборную Франции | Матчи Брюно Н’Готти за сборную Франции | Матчи Брюно Н’Готти за сборную Франции | Матчи Брюно Н’Готти за сборную Франции | Матчи Брюно Н’Готти за сборную Франции | Матчи Брюно Н’Готти за сборную Франции |
| -------------------------------------- | -------------------------------------- | -------------------------------------- | -------------------------------------- | -------------------------------------- | -------------------------------------- | -------------------------------------- |
| №                                      | Дата                                   | Место проведения                       | Оппонент                               | Счёт                                   | Голы                                   | Турнир                                 |
| 1                                      | 17 августа 1994                        | Бордо                                  | Чехия                                  | 2:2                                    | —                                      | Товарищеский матч                      |
| 2                                      | 9 ноября 1996                          | Копенгаген                             | Дания                                  | 0:1                                    | —                                      | Товарищеский матч                      |
| 3                                      | 22 января 1997                         | Брага                                  | Португалия                             | 2:0                                    | —                                      | Товарищеский матч                      |
| 4                                      | 26 февраля 1997                        | Париж                                  | Нидерланды                             | 2:1                                    | —                                      | Товарищеский матч                      |
| 5                                      | 7 июня 1997                            | Монпелье                               | Англия                                 | 0:1                                    | —                                      | Товарищеский матч                      |
| 6                                      | 11 июня 1997                           | Париж                                  | Италия                                 | 2:2                                    | —                                      | Товарищеский матч                      |

## Достижения
- Обладатель Кубка кубков: 1995/1996
- Обладатель Кубка Франции: 1997/1998
- Обладатель Кубок французской лиги: 1997/1998
- Чемпион Италии: 1998/1999